# Dělníci odcházející z Lumièrovy továrny
Dělníci odcházející z Lumièrovy továrny (ve francouzském originále La Sortie de l'Usine Lumière à Lyon) je film bratrů Lumièrových z roku 1895, který zobrazuje dělníky vycházející z továrny po skončení směny. Jde o jeden z prvních filmů a často je označován jako první film, který byl promítán.
Tento snímek existuje ve dvou verzích. Vzhledem k tomu, že bratři Lumiérovi byli limitováni při natáčení délkou filmového pásu, v první verzi není natočen celý odchod z továrny. Proto posléze vznikla verze druhá, kde byl díky „režii“ odcházejících lidí, zaznamenán celý odchod z továrny. V druhé verzi se také poněkud změnilo postavení kamery.